# Hojo Moritoki

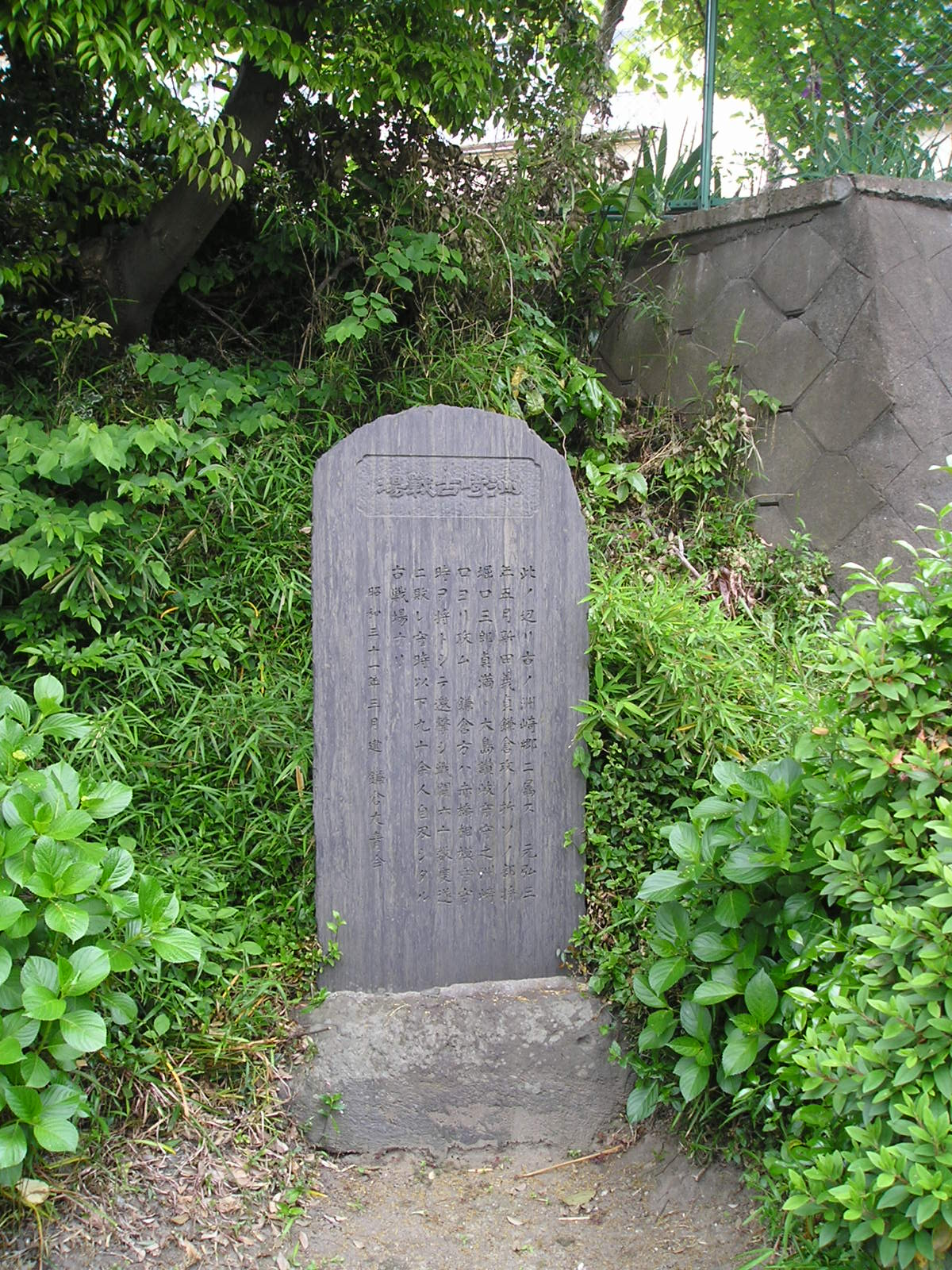
Suzaki, slagveld uit de Kamakuraperiode. Hojo Moritoki, werd hier op het slagveld gedood.

Hojo Moritoki (Japans: 北条守時) (1295 - 30 juni 1333) van de Hojo-clan was de zestiende en laatste shikken (regent) van het Japanse Kamakura-shogunaat en heerste van 1326 tot de val het shogunaat in 1333. 
De echte macht tijdens het regentschap van Moritoki lag in handen van de tokuso (hoofd van de Hojo-clan), Hojo Takatoki, die heerste van 1311 tot 1333.   
Moritoki zou een van de leiders zijn van de Hojo-clan tijdens het Beleg van Kamakura (1333). De Hojo verloren deze slag, wat het einde zou betekenen van de macht van de Hojo-clan.  